# خواکین اینداکوخا
خواکین اینداکوخا (انگلیسی: Joaquín Indacoechea؛ زادهٔ ۸ سپتامبر ۲۰۰۰) بازیکن فوتبال اهل آرژانتین است.